# Гольгер Вільмер
Гольгер Вільмер (нім. Holger Willmer, нар. 25 вересня 1958, Любек) — німецький футболіст, що грав на позиції захисника.
Виступав, зокрема, за клуби «Кельн» та «Баварія».
Чотириразовий чемпіон Німеччини. Триразовий володар Кубка Німеччини. 

## Ігрова кар'єра
У дорослому футболі дебютував 1976 року виступами за команду клубу «Любек» з рідного міста, в якій провів один сезон. 
Своєю грою за цю команду привернув увагу представників тренерського штабу клубу «Кельн», до складу якого приєднався 1977 року. Відіграв за кельнський клуб наступні сім сезонів своєї ігрової кар'єри. Більшість часу, проведеного у складі «Кельна», був основним гравцем захисту команди. 1978 року ставав у її складі чемпіоном Німеччини, а в розіграшах 1977/78 і 1982/83 — володарем Кубка Німеччини.
1984 року уклав контракт з клубом «Баварія», у складі якого провів наступні три роки своєї кар'єри гравця, за результатами кожного з яких става у складі мюнхенської команди чемпіоном Німеччини. В сезоні 1985/86 також став володарем Кубка Німеччини.
Завершив професійну ігрову кар'єру у клубі «Ганновер 96», за команду якого виступав протягом 1987—1989 років.

## Титули і досягнення
- Чемпіон Німеччини (4):

«Кельн»: 1977-1978
«Баварія»: 1984-1985, 1985-1986, 1986-1987
- Володар Кубка Німеччини (3):

«Кельн»: 1977-1978, 1982-1983
«Баварія»: 1985-1986